# Bachem Ba 349
El Bachem Ba 349 Natter (en anglès: colúbrid, escurçó en alemany) va ser un caça interceptor experimental alemany de la Segona Guerra Mundial que funcionava de manera molt semblant als míssils terra-aire d'avui dia. Després d'un enlairament vertical, que eliminava la necessitat dels aeròdroms, la major part dels vols amb objectiu de bombarders aliats va ser controlat per un pilot automàtic. El paper primordial del pilot relativament no entrenat era apuntar l'avió al seu bombarder objectiu i disparar el seu armament de coets. El pilot i el fuselatge que conté el coet-motor aterrarien amb paracaigudes separats, mentre que la secció frontal es desprenia. L'únic vol d'enlairament vertical tripulat l'1 de març de 1945 va acabar amb la mort del pilot de proves, Lothar Sieber.

## Disseny i desenvolupament
La Luftwaffe buscava, a principis de 1944, una arma amb la qual combatre més eficaçment als bombarders aliats, i en conseqüència el Ministeri de l'Aire alemany va sol·licitar a Heinkel, Junkers, Messerschmitt i Bachem un aparell que, al capdavall, no era sinó un míssil tripulat.
Amb la superioritat aèria posant en dubte a la Luftwaffe pels aliats, bombardejant els llocs mes protegits del Reich el 1943, les innovacions radicals eren necessàries per superar la crisi. Els míssils superfície-aire semblaven ser un mètode molt prometedor per contrarestar l'ofensiva de bombardejos aliats i es van iniciar diversos projectes, però sempre amb problemes d'orientació i dels sistemes de detonació, que van impedir la generalització d'aquests sistemes. Proporcionar als míssils un pilot que pogués controlar l'arma durant la crítica fase terminal va ser un enfocament que oferia una solució en aquests moments. Una sèrie de dissenys senzills es van proposar, més propensos a utilitzar un pilot que reduís l'àrea frontal. El disseny favorit va ser el Heinkel P.1077 "Julia", que es va enlairar d'un ferrocarril i va aterrar en un patí o com el Messerschmitt Me 163 Komet.
Es va optar per desenvolupar el projecte Bachem BP 20 Natter (escurçó), al qual es va adjudicar la denominació oficial Ba 349.
El departament de disseny de Bachem, dirigit pels enginyers Erich Bachem i H. Bethbeder, va desenvolupar una cèl·lula relativament tosca, preocupant sobretot de la facilitat de fabricació per obrers no especialitzats, i prescindint de muntatges complicats.
Les ales eren molt curtes i no tenien alerons, de manera que el control de l'eix de guerxament s'efectuava mitjançant la utilització diferencial dels timons de profunditat. El fuselatge incloïa una petita cabina, i un motor de coet Walter 109-509-2, capaç de produir 1.700 kg d'embranzida durant 70 segons a tota potència, però també de funcionar amb una potència de només 150 kg per augmentar l'autonomia. L'avió havia de ser llançat verticalment, per a això utilitzava l'energia de quatre coets Schmidding 109-533 de combustible sòlid, cadascun dels quals produïa 1.200 kg d'embranzida durant 10 segons, i després es desprenien.
El primer dels quinze Natter fabricats per al programa de proves van estar disponibles a l'octubre de 1944 i van ser utilitzat per a proves de pilotatge sense motor, remolcat per un Heinkel He 111. Després de les proves de planatge pilotat, al desembre de 1944 el programa va introduir vols no tripulats utilitzant només els coets acceleradors. El primer llançament vertical amb coets acceleradors i vol sostingut, encara sense pilot, va tenir lloc el 23 de febrer de 1945. Pocs dies després, el 28 del mateix mes, el pilot de proves Lothar Siebert es va matar en el curs del primer i únic llançament vertical pilotat, en desprendre en vol la coberta de la cabina i caure l'avió en picat des d'uns 1.500 m.
Les tàctiques d'utilització desenvolupades per al Natter van incloure un pilot automàtic per al llançament vertical, mentre que el pilot s'encarregava del control manual quan l'avió es trobava sobre els bombarders que s'aproximaven. Un lleu picat permetia al Natter atacar desprenent el morro per deixar lliure una bateria de 24 coets Föhn de 73 mm. Una vegada llançats l'avió havia de volar fora de la zona de combat, i el pilot es preparava per saltar. Quan el pilot havia deixat anar els seus corretjams, desprenia tota la secció del morro desacoblant la palanca de comandament i desplaçant-la cap endavant per alliberar les assegurances, i deixant anar després els dispositius mecànics per separar el morro de la resta del fuselatge. D'aquesta manera el corrent d'aire empenyia lluny la secció davantera del fuselatge, i amb la desacceleració de la secció posterior en fer funcionar un paracaigudes de frenada i recuperació, el pilot quedava lliure, i podia descendir amb el seu propi paracaigudes. La recuperació prevista de la secció de popa del fuselatge permetia la utilització posterior del motor coet Walter en nous exemplars.

## Llegat
Les forces dels EUA van arribar a la fàbrica en Waldsee, a l'abril, però un petit nombre de personal havien traslladat Bachem adaptats i els restants deu models B amb ells. Aviat els americans els van atrapar de nou i va capturar quatre exemplars, sis dels deu van ser cremats.
Diverses fonts asseguren que la unitat operativa de Natters va ser creat per voluntaris en Kirchheim Teck, però no va dur a terme totes les operacions, però les proves d'això no són concloents.
De manera similar, all Japó durant els últims dies de la Guerra del Pacífic, l'empresa Mizuno sota les ordres de l'Armada Imperial Japonesa va desenvolupar una aeronau similar al Natter: l'interceptor coet suïcida Izuno Shinryu va ser el resultat. Hauria estat armat amb coets aire-aire no guiat muntats sota les seves ales i utilitzat, com el Natter, per la intercepció d'aeronaus enemigues, així com un morro d'ogives muntades per ser usat en atacs suïcides.

## Variants
Ba 349A 
Versió de producció inicial; de 50 exemplars demanats per la Luftwaffe i 150 per les SS, es van completar 20 aproximadament, que no van arribar a utilitzar-se en operacions.
 Ba 349B 
Versió millorada amb àrea de la cua incrementada i motor Walter 109-509C més potent, que proporcionava una embranzida màxim de 2.000 kg i un control més efectiu a un règim per sota dels 200 kg.

## Plataformes de llançament al Bosc de Hasenholz
Hi ha tres plataformes de llançament per a la Bachem Ba 349 en el bosc prop de Hasenholz Kirchheim/Teck situat a les coordenades country 48° 37′ 42.2″ N, 9° 29′ 57.4″ E / 48.628389°N,9.499278°E,country 48° 37′ 42″ N, 9° 29′ 53.5″ E / 48.62833°N,9.498194°E i country 48° 37′ 39.8″ N, 9° 29′ 54″ E / 48.627722°N,9.49833°E. És tot el que queda dels actius de llançament construïts el 1945. Les tres plataformes de llançament s'organitzen en forma de triangle equilàter, els costats apunten cap a l'est i el sud. La distància entre les plataformes de llançament és de, aproximadament, 50 metres. Els coixinets de formigó circular en la qual els Bachem Ba 349 i les seves torres de llançament una vegada es van disparar encara existeixen. Al centre de cadascuna de les tres plaques de formigó és un forat quadrat d'aproximadament 50 centímetres de profunditat, que va servir com a base de la torre de llançament. Al costat de cada forat un tub, talla a nivell del sòl, el que probablement va ser un cop a la fossa de cables. La plataforma de llançament Natter en Kirchheim (Teck) podrien ser els únics vestigis d'aquestes plataformes de llançament de coets d'accés públic encara sobre el terreny. L'antic lloc de prova per als Natter a Baden-Württemberg sobre Heuberg prop de Stetten am kalten Markt es troba en una zona militar activa, i, per tant, no accessible als turistes.

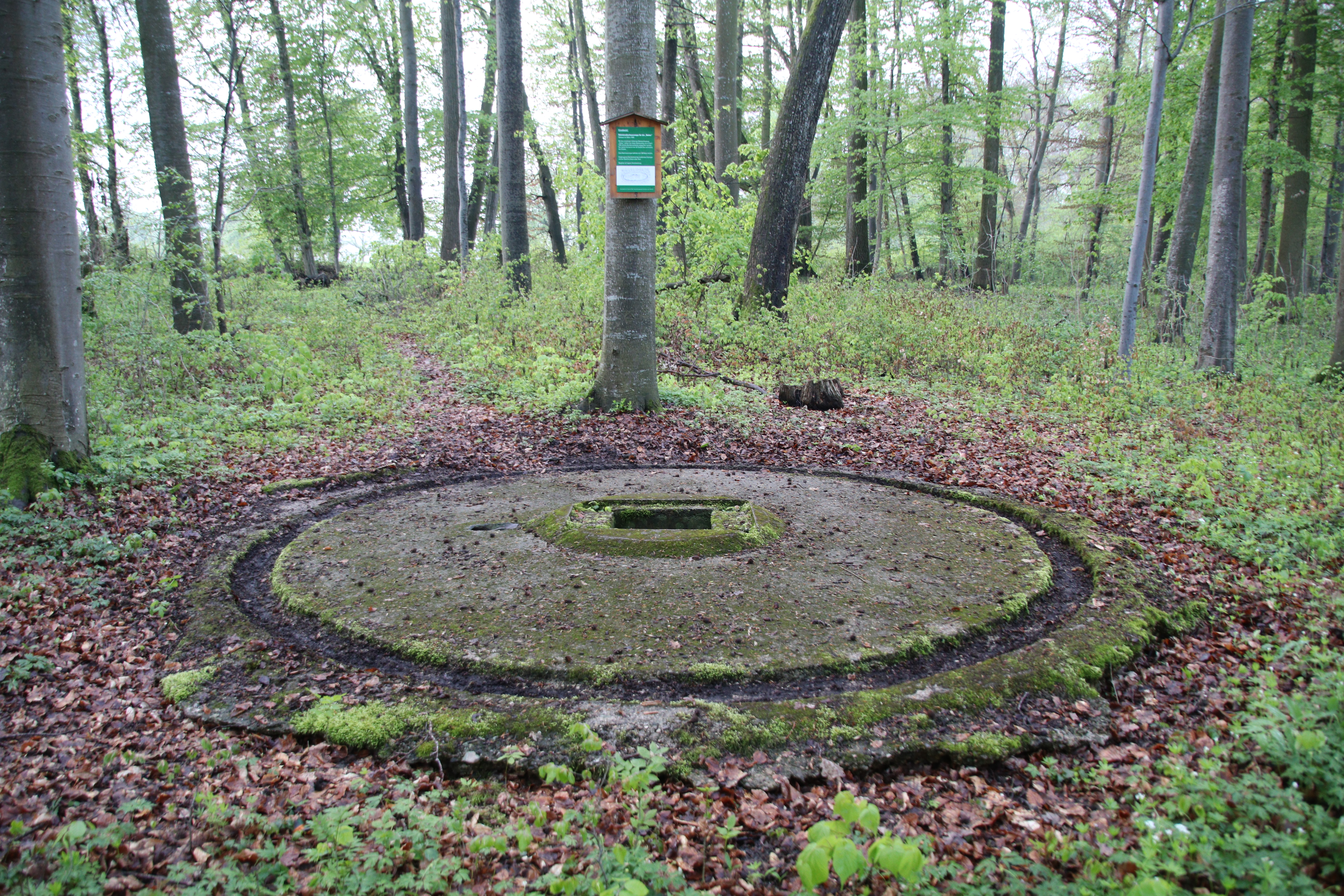
Última plataforma de llançament del Bachem Ba 349 a Hasenholz
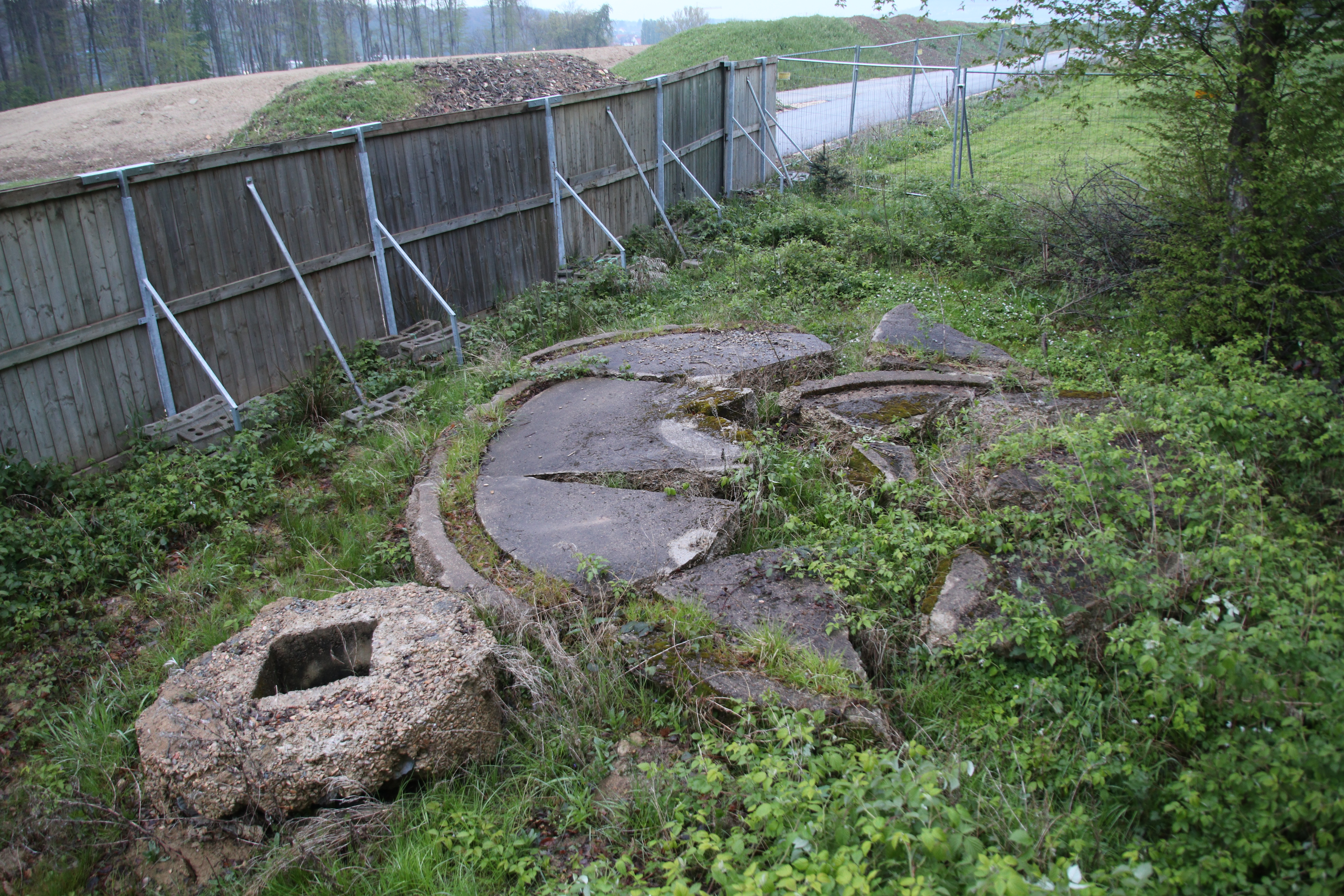
Ruïnes de dues de les plataformes de llançament del Bachem Ba 349 Natter a Hasenholz

## Supervivents i rèpliques

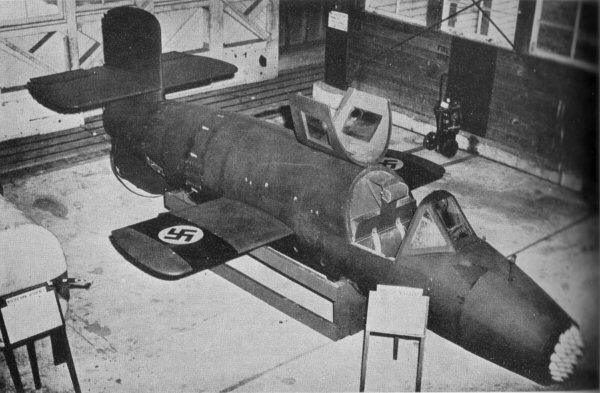
Un Bachem Ba349 amb el seu armament de coets a Farnborough (Gran Bretanya) el 1946. L'esvàstica no és autèntica.

Tres Ba 349As sobrevivien fins avui. El Natter exposat al Deutsches Museum de Múnic es diu que ha estat reconstruït en part per peces que van sobreviure al final de la guerra. Dos es troben en els Estats Units:
- Un Ba 349A restaurat està en exhibició en el Centre Udvar-Hazy de la Smithsonian Institution, prop de Washington, DC Aquest avió va ser capturat al final de la guerra i traslladat a Freeman Field, Indiana, per la seva avaluació. Se li va donar el nom de equip estranger capturat T2-1.
- La Força Aèria dels EUA va transferir l'aeronau al Museu Nacional de l'Aire (actualment el Museu Nacional de l'Aire i l'Espai), l'1 de maig de 1949. L'aeronau va ser emmagatzemada durant molts anys al museu de preservació Paul E. Garber per a la seva restauració, i en el Magatzem de Suitland, Maryland abans de sotmetre a una completa restauració. És un dels primers avions que es van traslladar al nou centre el 2004.[8]
- Un altre model pendent a Garber de Ba 349A segueix en el servei de restauració i els plans són desconeguts.

## Especificacions (Ba 349 A1)
Dades de Bachem-Werk, Projekt Natter BP20/Barak 1, Waldsee-Württemberg, 27 November 1944
Característiques generals
- Tripulació: 1 pilot
- Longitud: 6,06 m
- Envergadura: 3,65 m
- Alçada: 1,16 m
- Superfície de l'ala 3,6 m²
- Pes carregat: 2.200 kg dels quals 650 kg de combustible
- Motor: 1×  

  - 1 × motor coet de combustible líquid Walter HWK 109-509 amb una empenta de 16,7 kN (1.700 kgf; 3.748 lbf).
  - 4 × coets de combustible sòlid Schmidding SG 34 amb una empenta de 11,8 kN (1.200 kgf; 2.646 lbf) durant 10 segons cada un.

 Rendiment 
- Velocitat màxima: 800 km/h (a nivell del mar)
- Sostre de servei: 12000
- Ràtio d'ascens: 193,5 s (62 segons a aconseguir l'altitud de combat)

Armament

- Coets: 24 coets Hs 217 Föhn de 73 mm o 33 coets R4M de 55 mm